# Dry Kids (B-Sides 1997-2005)
Dry Kids (B-Sides 1997-2005) è la seconda raccolta del gruppo musicale britannico Embrace, pubblicata il 31 ottobre 2005 dalla Hut Recordings.

## Descrizione
Come deducibile dal titolo, la raccolta contiene 18 brani originariamente pubblicati come b-side dei vari singoli del gruppo usciti tra il 1997 e il 2005, tra cui anche una reinterpretazione dal vivo di How Come dei D12.

## Tracce
Testi e musiche di Danny McManara e Richard McNamara, eccetto dove indicato.
1. The Shot's Still Ringing – 3:40
2. Madelaine – 4:00
3. Flaming Red Hair – 3:53
4. One Big Family (Perfecto Mix) – 4:42
5. How Come (Live) – 3:07 (DeShaun Holton, Rufus Johnson, Marshall Mathers, Ondre Moore, Denaun Porter) – originariamente interpretata dai D12
6. Dry Kids – 2:45
7. Butter Wouldn't Melt – 3:23
8. Too Many Times – 3:59
9. Blind (Road Version) – 4:17
10. Maybe I Wish – 5:28
11. Free Ride – 2:32
12. Feels Like Glue – 8:48
13. I've Been Running – 5:48
14. Brothers and Sisters – 3:25
15. Milk and Honey – 4:51
16. The Way I Do – 4:20
17. Love Is Back – 3:39
18. Waterfall – 5:03

## Formazione
- Danny McNamara – voce, chitarra
- Richard McNamara – chitarra, voce
- Steve Firth – basso
- Mickey Dale – tastiera, cori
- Mike Heaton – batteria, percussioni, cori